# Análisis algebraico
El análisis algebraico es un campo de las matemáticas que se ocupa de los sistemas de ecuaciones diferenciales parciales lineales que utilizan la Teoría de los haces y el análisis complejo para estudiar las propiedades y generalizaciones de funciones como las hiperfunciones y las microfunciones.
Esta rama de las matemáticas se basa en las ideas de Alexander Grothendieck, luego desarrollado por Mikio Satō, Masaki Kashiwara y, con respecto a los sistemas de ecuaciones diferenciales, Bernard Malgrange. Zoghman Mebkhout, André Martineau y Pierre Schapira también continuaron la investigación en esta área.